# 湘西苗语
湘西苗语自称Xong，是苗语的分支之一，主要分布在湖南省西部以及贵州省松桃县等地。说这种方言的人口约100万。分为东西两个次方言，以西部次方言花垣县吉卫镇腊乙坪村的语音为标准音。于1950年代创制了拉丁字母苗文。

## 划分
杨再彪（2004年）把湘西方言分为东西两个次方言，每个次方言分为三个土语。
- 西部次方言，使用人口90万
  - 第一土语，77万人，分布在湖南省湘西土家族苗族自治州的凤凰县（除原叭仁乡）、花垣县大部、吉首市南部，怀化市的新晃侗族自治县、麻阳苗族自治县；贵州省松桃苗族自治县，以及榕江县、紫云苗族布依族自治县的部分地区；四川省秀山土家族苗族自治县的部分地区；广西壮族自治区南丹县、都安瑶族自治县的部分地区。
  - 第二土语，12万人，分布在湖南省湘西州花垣县东部，吉首市西部、北部，保靖县东部，古丈县西南部，凤凰县原叭仁乡[a]；湖北省宣恩县的部分地区。
  - 第三土语，3万人，分布在湘西州保靖县东南部。
- 东部次方言，使用人口5万多
  - 第四土语，6000人，分布在湘西州泸溪县的小章乡。
  - 第五土语，5万人，分布在湘西州泸溪县西北部、吉首市东部、古丈县东南部。
  - 第六土语，300人，分布在湘西州龙山县南部、永顺县的首车乡。

## 民族學校教育
以湖南凤凰县的苗族民族學校——三拱桥乡中心完小為例，2008年开始加強开展「民族民间文化进校园」活动，课程开发集中在歌舞方面（每周一、三、五做苗家花鼓操，二、四做广播体操），其次是苗族体育和苗族美术（如美术课上以剪纸和刺绣代替传统课堂的水彩和颜料，体育课上以苗拳作为课前十分钟的热身训练）。該校本课程开发，学校主要依靠外来组织的资金支持。而当地家長與教师追求孩子的升学率，以致于苗族校本課程并未受到足够重视。